# ふたりは80才
「ふたりは80才」（ふたりははちじゅっさい）は、日本の歌。1986年8月 - 9月に、NHKの音楽番組『みんなのうた』で放送された。作詞：伊藤アキラ、作曲・編曲：田中正史、歌：下條アトム、天地総子、東京放送児童合唱団。

## 概要
80歳同士の老夫婦の掛け合いの楽曲。曲中ではおじいさんを下條、おばあさんを天地が演じ、合唱団は曲間に挟まれるコーラスを担当している。
原曲は、祖国を失い流浪の旅を続け、東ヨーロッパを中心に移住したユダヤの人々に歌い継がれた民謡。作編曲を担当した田中正史が、サントールという友人のイランの民族楽器のエンディング演奏者から知る機会を得たという。古いヘブライ語の流れを汲むイーディッシュ語で書かれたこの歌の意味を知るために、博識なイスラエル人の尽力があった。
番組で使用されたアニメーションの映像は堀口忠彦が制作しており、縁側で繰り広げられる老夫婦の一日のやり取りや、老夫婦の過去の写真を描いている。また、その映像は2011年にNHKエンタープライズより発売されたDVD「NHK みんなのうた 第10集」で見ることができる。なお本曲を歌唱した天地総子は2019年1月6日に、下條アトムは2025年1月29日に、ともに78歳で死去した。

## 収録
（いずれも日本コロムビアより発売　※歌手は放送と同じだがアレンジが異なる）
- みんなのうた45周年ベスト曲集~メトロポリタン美術館/スシ食いねェ!~（2006年8月23日）
- NHK みんなのうた 50 アニバーサリー・ベスト　～誰かがサズを弾いていた～（2011年4月27日）

### カバー
- 田中星児、岡崎裕美、少年少女合唱団みずうみ ビクターエンタテインメントより発売された番組関連のCDで歌唱を担当。
- たいらいさお、大和田りつこ、タンポポ児童合唱団 キングレコードより発売された番組関連のCDで歌唱を担当。